# Homoeogenus elongatum
Homoeogenus elongatum is een keversoort uit de familie keikevers (Psephenidae). De wetenschappelijke naam van de soort werd in 1995 gepubliceerd door Lee & Yang.